# Post Mortem (ER)
Post Mortem is de twaalfde aflevering van het derde seizoen van de televisieserie ER, die voor het eerst werd uitgezonden op 23 januari 1997.

## Verhaal
Na de dood van dr. Gant worstelen dr. Benton en dr. Carter met hun gevoelens hierover. Dr. Carter is van mening dat dr. Benton te hard was tegen dr. Gant. Zij denken nu na of het beleid van de studie veranderd moet worden.
Nu bekend is geworden dat er twee verpleegsters eruit moeten besluiten de verplegers om zich met zijn allen ziek te melden als protest. Nu moet Hathaway met te weinig verpleegsters werken, hierdoor maakt zij een fatale fout wat het leven kost van een patiënt. 
Boulet moet samenwerken met dr. Fischer en er ontstaat iets moois tussen hen.
Dr. Greene en verpleegster Marquez hebben nu officieel een relatie samen.

## Rolverdeling

### Hoofdrol
- Anthony Edwards - Dr. Mark Greene
- George Clooney - Dr. Doug Ross
- Noah Wyle - Dr. John Carter
- Eriq La Salle - Dr. Peter Benton
- Laura Innes - Dr. Kerry Weaver
- Harry Lennix - Dr. Greg Fischer
- John Aylward - Dr. Donald Anspaugh
- Jami Gertz - Dr. Nina Pomerantz
- CCH Pounder - Dr. Angela Hicks
- Iqbal Theba - Dr. Zogoiby
- Matthew Glave - Dr. Dale Edson
- Gloria Reuben - Jeanie Boulet
- Julianna Margulies - verpleegster Carol Hathaway
- Yvette Freeman - verpleegster Haleh Adams
- Laura Cerón - verpleegster Chuny Marquez
- Lily Mariye - verpleegster Lily Jarvik
- Conni Marie Brazelton - verpleegster Connie Oligario
- Deezer D - verpleger Malik McGrath
- Kristin Minter - Randi Fronczak
- Emily Wagner - ambulancemedewerker Doris Pickman
- Brian Lester - ambulancemedewerker Brian Dumar
- Montae Russell - ambulancemedewerker Dwight Zadro
- Charles Noland - E-Ray
- Erica Gimpel - Adele Newman

### Gastrol
- Deborah May - Mary Cain
- Jack Blessing - Roger Drummond
- Paul Collins - Dr. Norm Middleton
- Melissa Chan - Dr. Leung Joo Hua
- John Cothran - Dennis Gant sr.
- Fredric Lehne - vriend van brandwonden slachtoffer
- Clare Wren - Mrs. Chiemingo
- Kirsten Dunst - Charlie Chiemingo

en vele andere